# Случай из практики
«Случай из практики» ― рассказ русского писателя Антона Павловича Чехова, написанный в 1898 году.

## История
Рассказ писался во время пребывания Чехова в Ялте и был завершён к 11 ноября 1898 года: об этом сообщает знакомый врач писателя И. И. Орлов в письме: «чтобы справиться с дождём и плохой погодой [Чехов] сел и написал целый рассказ». 14 ноября «Случай из практики» был отправлен в журнал «Русская мысль» и был опубликован 12 декабря в издании № 12 с подзаголовком «Рассказ» и подписью Антон Чехов. С небольшими правками Чехов включил произведение в девятый том своего первого собрания сочинений, опубликованного русским книгопечатником Адольфом Фёдоровичем Марксом в 1899―1901 гг.
При жизни Чехова рассказ переводился на чешский и сербскохорватский языки.

## Сюжет
Сам А. П. Чехов около февраля-марта 1898 года сделал конспективную запись сюжета: «Фабрика, 1000 рабочих. Ночь. Сторож бьет в доску. Масса труда, масса страданий — и всё это для ничтожества, владеющего фабрикой. Глупая мать, гувернантка, дочь… Дочь заболела, звали из Москвы профессора, но он не поехал, послал ординатора. Ординатор ночью слушает стук сторожей и думает. Приходят на ум свайные постройки. „Неужели всю свою жизнь я должен работать, как и эти фабричные, только для этих ничтожеств, сытых, толстых, праздных, глупых?“ — „Кто идет?“ — Точно тюрьма».
В рассказе описывается ординатор Королев, которого профессор медицины отправил вместо себя на помощь заболевшей дочери владелицы фабрики Ляликовой. Приехав к госпоже Ляликовой, он осмотрел ее дочь Лизу, сказал, что «сердце в порядке; вероятно, причина — в расстроенных нервах» и посоветовал ложиться спать, а сам думал, что «девушке пора выходить замуж».
В разговоре с гувернанткой дома доктор понял, что она «жила здесь в свое полное удовольствие». Оставшись в доме на ночь он размышлял о жизни рабочих на фабрике — «наверняка такая же тяжелая и беспросветная, как и на других фабриках. Королев думал о том, что „тысячи полторы-две фабричных работают без отдыха, в нездоровой обстановке, делая плохой ситец, живут впроголодь и только изредка в кабаке отрезвляются от этого кошмара; сотня людей надзирает за работой, и вся жизнь этой сотни уходит на записывание штрафов, на брань, несправедливости, и только двое-трое, так называемые хозяева, пользуются выгодами, хотя совсем не работают и презирают плохой ситец“. Королев думал, что владелица фабрики и ее дочь несчастны. Хорошо живет только гувернантка».
По его мнению, работают пять корпусов фабрики только для того, чтобы гувернантка могла кушать стерлядь и пить мадеру и понял, что «Лиза и ее мать, такие богатые и благополучные, очень несчастны. Богатая невеста тоже страдает, как и рабочие на её фабрике. Душевные страдания преобразили некрасивую Лизу, и Королев увидел в ней умную и незаурядную личность с красивой душой.».

## Отзывы
Рассказ «Случай из практики» получил одобрение литературного критика и писателя И. И. Горбунова-Посадова;
он писал о нём в частном письме Чехову от 24 января 1899 года. Тёплые отзывы поместили также и Александр Скабичевский в журнале Сын отечества, а также Ангел Богданович в журнале Мир Божий. Оба критика, Скабичевский и Богданович, в своих рецензиях сконцентрировались на «информативной» стороне повествования.

## Экранизация
Сюжет рассказа использован в телеспектакле Льва Цуцульковского Из жизни земского врача (СССР) 1984 год.